# 徳川義礼
德川 義禮（とくがわ よしあきら、文久3年9月19日（1863年10月31日） - 明治41年（1908年）5月17日）は、日本の華族、政治家。尾張徳川家第18代当主。貴族院侯爵議員。位階・勲等・爵位は正三位勲三等侯爵。新字体では徳川 義礼。

## 経歴
旧讃岐高松藩主・松平頼聰の次男。幼名は晨若。明治9年（1876年）5月9日、旧尾張藩主・徳川慶勝の婿養子となり、明治13年（1880年）9月27日に尾張徳川家の家督を相続する。明治17年（1884年）7月7日、華族令制定にともない侯爵となる。同年9月からイギリスに留学、明治20年（1887年）10月に帰国する。留学によりキリスト教に惹かれるようになったようである。
帝国議会開設に伴い、明治23年（1890年）2月、貴族院侯爵議員となる。明治24年（1891年）、芸妓に入れ込むようになったとされる義礼の不品行をめぐり、旧尾張藩士らが養子縁組解消を要求し、大きな騒動となったが、徳川家達ら徳川一門の仲裁によって取り静められる。神奈川県中郡大磯町の別荘跡地は、現在は大磯町立大磯中学校となっている。
明治41年（1908年）に徳川義親（松平春嶽の五男）を長女・米子の婿養子とし、同年に義礼が死去すると義親が家督を相続した。

## 栄典
- 1884年（明治17年）7月7日 - 侯爵[2]
- 1885年（明治18年）5月4日 - 木杯一個・木杯一個[3]
- 1886年（明治19年）
  - 12月9日 - 木杯一組[4]
  - 12月24日 - 木盃一組[5]
- 1887年（明治20年）12月26日 - 正五位[6]
- 1888年（明治21年）10月29日 - 木杯一個[7]
- 1889年（明治22年）11月29日 - 大日本帝国憲法発布記念章[8]
- 1890年（明治23年）
  - 3月18日 - 木杯一個[9]
  - 6月18日 - 従四位[10]
- 1891年（明治24年）
  - 7月2日 - 木杯一個[11]
  - 12月20日 - 木杯一組[12]
- 1893年（明治26年）
  - 1月20日 - 銀杯一組[13]
  - 2月15日 - 銀杯一個[14]
  - 6月16日 - 正四位[15]
  - 10月18日 - 木杯一個[16]
  - 11月11日 - 銀杯一個[17]
- 1894年（明治27年）5月17日 - 銀杯一組[18]
- 1895年（明治28年）3月23日 - 木杯一個[19]
- 1896年（明治29年）3月29日 - 銀盃一組[20]
- 1897年（明治30年）6月30日 - 勲四等瑞宝章[21]
- 1898年（明治31年）6月20日 - 従三位[22]
- 1899年（明治32年）1月21日 - 木杯一組[23]
- 1900年（明治33年）
  - 2月13日 - 木杯一組[24]
  - 4月25日 - 銀杯一個[25]
- 1903年（明治36年）6月30日 - 正三位[26]
- 1906年（明治39年）4月1日 - 旭日小綬章[27]
- 1907年（明治40年）4月9日 - 木杯一組[28]
- 1908年（明治41年）
  - 5月7日 - 金杯一組[29]
  - 5月17日 - 勲三等瑞宝章[30]

## 家族
- 父：松平頼聰（旧高松藩第11代藩主）
- 養父：徳川慶勝（旧尾張藩第14代・17代藩主）
- 正室：登代姫（慶勝の四女、のち離婚）
- 継室：良子（慶勝の七女）
  - 長女：米子（徳川義親夫人）
  - 養子：徳川義親（尾張徳川家第19代当主）